# Pseudagrion malabaricum
Pseudagrion malabaricum – gatunek ważki z rodziny łątkowatych (Coenagrionidae).